# Kanton Le Grand-Quevilly
Kanton Le Grand-Quevilly is een kanton van het Franse departement Seine-Maritime. Het kanton maakt deel uit van het arrondissement Rouen. Het telde 34 317 inwoners in 2017, dat is en dichtheid van 1435 inwoners/km². De oppervlakte bedraagt 23,91 km²

## Gemeenten
Het kanton Le Grand-Quevilly omvatte tot 2014 enkel de gemeente Le Grand-Quevilly.
Door de herindeling van de kantons bij decreet van 27 februari 2014, met uitwerking op 22 maart 2015 werd de gemeente Petit-Couronne eraan toegevoegd.